# I liga polska w hokeju na lodzie (1980/1981)
26. sezon I ligi polskiej w hokeju na lodzie rozegrany został na przełomie 1980 i 1981 roku. 
Był to 45 sezon rozgrywek o Mistrzostwo Polski w hokeju na lodzie. Mistrzem Polski został zespół Zagłębia Sosnowiec, który zapewnił sobie tytuł na cztery kolejki przed końcem sezonu. Był to drugi tytuł mistrzowski w historii klubu.
Nagrodę „Złoty Kija” za sezon otrzymał Wiesław Jobczyk (Zagłębie Sosnowiec).

## Tabela
| Lp. | Zespół                | M  | Pkt | W  | R | P  | G+  | G−  | +/−  |
| --- | --------------------- | -- | --- | -- | - | -- | --- | --- | ---- |
| 1   | Zagłębie Sosnowiec    | 42 | 62  | 28 | 6 | 8  | 259 | 138 | +121 |
| 2   | Podhale Nowy Targ     | 42 | 56  | 26 | 4 | 12 | 221 | 156 | +65  |
| 3   | GKS Tychy/Piast Tychy | 42 | 49  | 23 | 3 | 16 | 191 | 197 | -5   |
| 4   | ŁKS Łódź              | 42 | 46  | 21 | 4 | 17 | 201 | 179 | +22  |
| 5   | Naprzód Janów         | 42 | 42  | 20 | 2 | 20 | 185 | 173 | +11  |
| 6   | Baildon Katowice      | 42 | 32  | 15 | 2 | 25 | 192 | 234 | -42  |
| 7   | Budowlani Bydgoszcz   | 42 | 32  | 14 | 4 | 24 | 154 | 185 | -31  |
| 8   | Legia Warszawa        | 42 | 17  | 8  | 1 | 33 | 124 | 265 | -141 |

## Skład Mistrza Polski
Zagłębie Sosnowiec
- Bramkarze: Piotr Białoń, Jacek Lato, Włodzimierz Olszewski, Andrzej Strug, Ryszard Winkler
- Obrońcy: Adam Bernat, Kordian Jajszczok, Marek Marcińczak, Mieczysław Nahuńko, Józef Nibus, Andrzej Nowak, Andrzej Świątek
- Napastnicy: Baraniec, Mieczysław Garbacz, Wiesław Jobczyk, Stanisław Klocek, Wiesław Kozłowski, Jan Madeksza, Krzysztof Podsiadło, Henryk Pytel, Tadeusz Radwan, Jerzy Strąk, Krzysztof Ślusarczyk, Leszek Tokarz, Wiesław Tokarz, Andrzej Zabawa

## Klasyfikacja strzelców
1. Wiesław Jobczyk (Zagłębie Sosnowiec): 45 goli + 28 asyst = 73 punkty
2. Mieczysław Jaskierski (Podhale Nowy Targ): 37 goli + 24 asyst = 61 punktów
3. Leszek Kokoszka (ŁKS Łódź): 31 goli + 26 asyst = 57 punktów